# 9829 Murillo
9829 Murillo este o planetă minoră (asteroid), cu un diametru de 25,941 km, din centura de asteroizi. A fost descoperită pe 19 septembrie 1973 la Observatorul Palomar de Cornelis Johannes van Houten și a fost numită după Bartolomé Estebán Murillo. 
Obiectul prezintă o orbită caracterizată de o semiaxă mare de 3,9547716 UAi, o excentricitate de 0,12, o înclinație de 2,64199 ° în raport cu ecliptica.